# Reggenza di Parigi Moutong
La reggenza di Parigi Moutong (in indonesiano: Kabupaten Parigi Moutong) è una reggenza dell'Indonesia, situata nella provincia di Sulawesi Centrale.